# الوكالة الفرنسية للسلامة الغذائية والبيئية والمهنية
الوكالة الفرنسية للسلامة الغذائية والبيئية والمهنية ( ANSES ) هي وكالة حكومية فرنسية مهمتها الرئيسية هي تقييم المخاطر الصحية في الغذاء والبيئة والعمل ، بهدف تنوير عملية صنع السياسات العامة. توظف الوكالة الفرنسية للسلامة الغذائية والبيئية والمهنية (ANSES) حوالي 1400 شخصًا وهي مسؤولة أمام وزارات الصحة والزراعة والبيئة والعمل وشؤون المستهلك الفرنسية. 

## روابط خارجية
- الموقع الرسمي